# 745 Mauritia
745 Mauritia eller 1913 QX är en asteroid i huvudbältet, som upptäcktes 1 mars 1913 av den tyske astronomen Franz H. Kaiser i Heidelberg. Den är uppkallad efter helgonet Mauritius.
Asteroiden har en diameter på ungefär 24 kilometer.